# Ștefan Dečanski
Ștefan Uroș al III-lea Nemanjić (în sârbă Стефан Урош III Немањић, pronunțat [stɛ̂faːn ûrɔʃ trɛ̂tɕiː] ⓘ), cunoscut și sub numele de Ștefan Dečanski (Ștefan de Dečani; Стефан Дечански, sr[stɛ̂faːn dɛ̂tʃaːnskiː]; c. 1276  - 11 noiembrie 1331), a fost rege al Serbiei în perioada 6 ianuarie 1322 - 8 septembrie 1331. Dečanski a fost fiul regelui Ștefan Uroș al II-lea Milutin, iar el a învins pe câțiva dintre membrii familiei sale, cu care s-a confruntat în preluarea tronului sârb. Și-a luat epitetul Dečanski de la principala sa ctitorie, Mănăstirea Dečani. 

## Tinerețe
Ștefan Uroš al III-lea a fost fiul regelui Ștefan Uroš al II-lea Milutin și al primei sale soții Jelena, o nobilă sârbă. S-a născut înainte ca tatăl său să ocupe tronul în 1282.
De foarte tânăr, a fost trimis de tatăl său ca ostatic împreună cu anturajul său la curtea hanului Nogai  al Hoardei de Aur, pentru a păstra pacea dintre sârbi și tătari. A stat la curtea lui Nogai până la moartea hanului în 1299. 

## Exilul și întoarcerea
În 1314, Dečanski s-a certat cu tatăl său, care l-a trimis la Constantinopol pentru a fi orbit. Dečanski nu a fost orbit total și probabil nu a fost lăsat fără vedere. La Constantinopol, Dečanski a ajuns la curtea împăratului Andronic al II-lea Paleologul, lucru care sugerează existența unor relații bune între cele două state. Dečanski i-a scris o scrisoare lui Danilo, episcopul de Hum (Zahumlia), cerându-i să-i ia apărarea în fața tatălui său. Danilo i-a scris arhiepiscopului Nicodim al Serbiei, care a vorbit cu Milutin și l-a convins să-și amintească de fiul său. În 1320, lui Dečanski i s-a permis să se întoarcă în Serbia și i s-a dat moșia (apanaj) Budimlje (acum în  Muntenegru), în timp ce fratele său vitreg Ștefan Constantin, a condus Zeta.

## Domnie
Milutin s-a îmbolnăvit și a murit la 29 octombrie 1321, fără nicio instrucțiune oficială cu privire la moștenitorii săi. Constantin a fost încoronat rege la Zeta, dar războiul civil a izbucnit imediat, atât Dečanski cât și vărul său, Ștefan Vladislav al II-lea, au revendicat tronul. Dečanski a dezvăluit că vederea lui era încă intactă, pretinzând că este o minune, iar populația s-a raliat în spatele lui crezând că revenirea vederii sale ar fi un semn de la Dumnezeu. La 6 ianuarie 1322, arhiepiscopul Serbiei, Nicodim, l-a încoronat rege pe Dečanski și pe fiul său, Ștefan Dušan, ca rege moștenitor. Ulterior, Dečanski i-a dat Zeta lui Dušan ca fieful său, indicând intenția ca Dušan să fie moștenitorul său. Potrivit unei singure surse, Dečanski s-a oferit să împartă țara cu Constantin, care ar fi refuzat. Dečanski a invadat apoi Zeta, iar Constantin a fost învins și ucis.
Între timp, Vladislav al II-lea a fost eliberat din închisoare la moartea lui Milutin și a recuperat tronul regatului Sirmia, pe care tatăl său l-a fondat în nordul Serbiei. De asemenea, Vladislav a revendicat tronul Serbiei la moartea lui Milutin și a mobilizat sprijin local la Rudnik, fostă posesie a tatălui lui Vladislav. De asemenea, susținut de maghiari, bulgari și bosniaci, Vladislav și-a consolidat controlul asupra Sirmiei și s-a pregătit pentru lupta  cu Dečanski. 

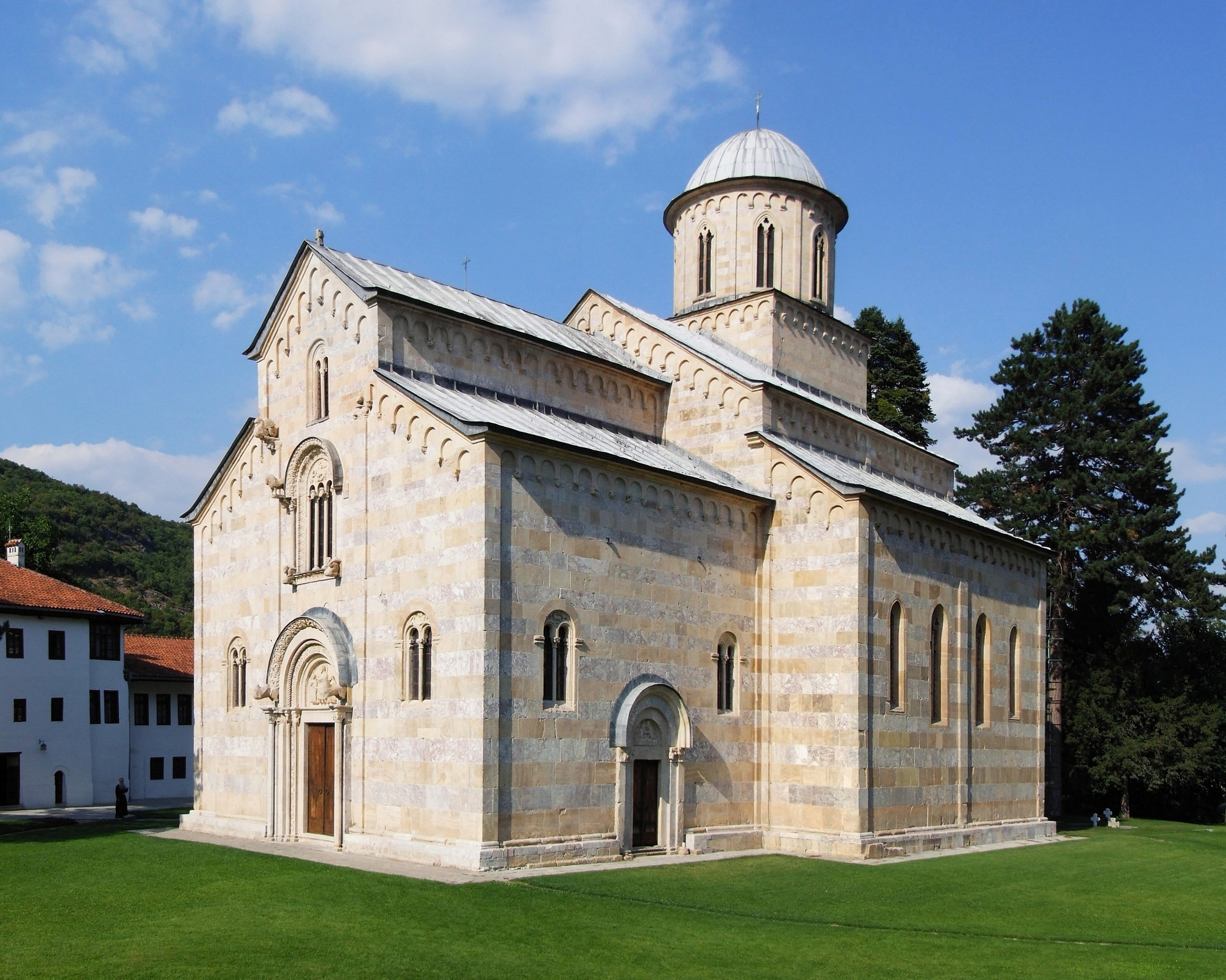
Mănăstirea Visoki Dečani, astăzi patrimoniu mondial UNESCO

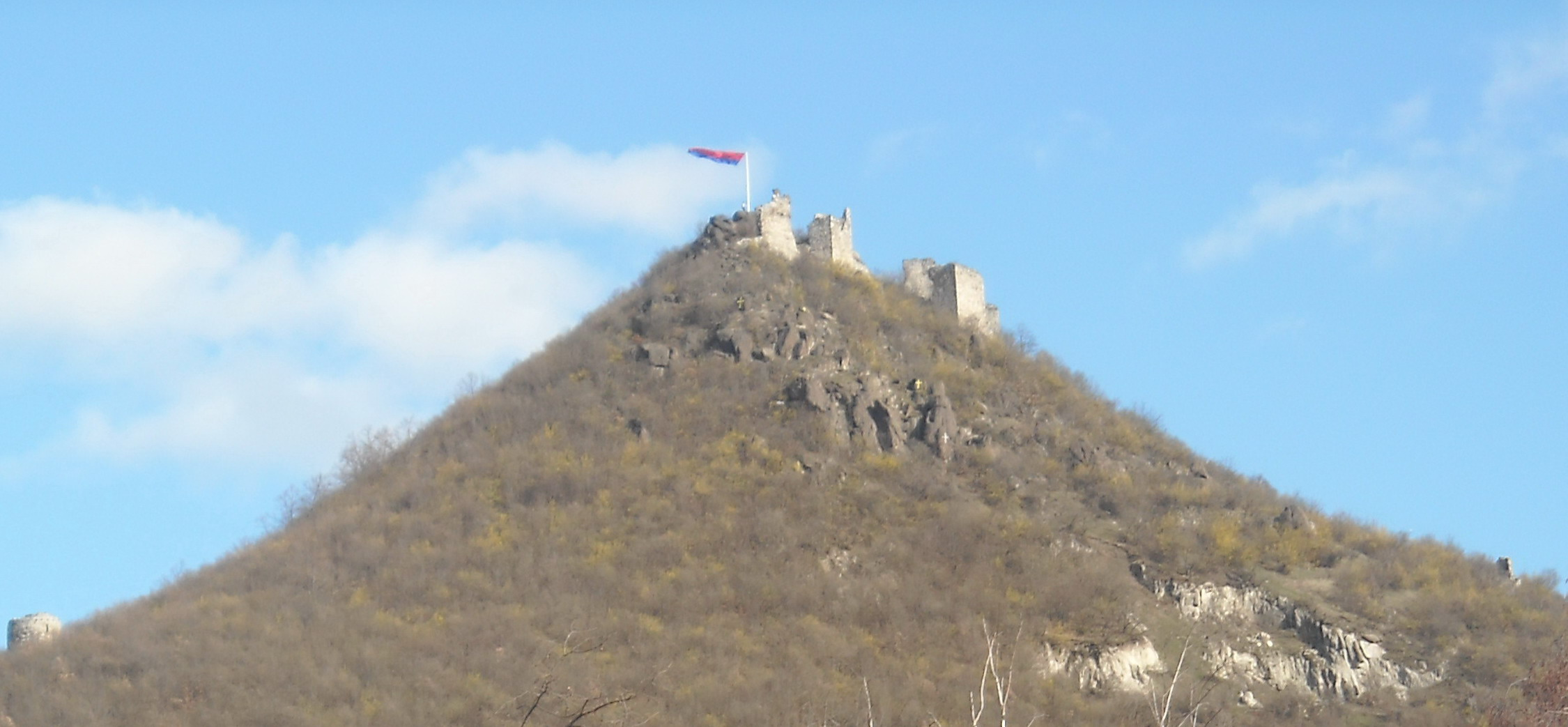
Cetatea Zvečan, unde a murit Ștefan

În 1323, a izbucnit război între Dečanski și Vladislav. În toamnă, Vladislav încă deținea Rudnik, dar până la sfârșitul anului 1323, piața din Rudnik era deținută de oficiali ai lui Dečanski, iar Vladislav pare să fi fugit mai la nord. Unii dintre susținătorii lui Vladislav din Rudnik, conduși de  comerciantul ragusan Menčet, s-au refugiat în cetate Ostrovica din apropiere, unde au rezistat trupelor lui Dečanski. Dečanski a trimis soli la Dubrovnik (Republica Ragusa), pentru a protesta pentru sprijinul oferit lui Vladislav. Dubrovnik a respins afirmațiile lui Dečanski, susținând că Ostrovica a fost deținută de sârbi. Dečanski nu a fost mulțumit, iar în 1324 a prins toți comercianții ragusani pe care i-a putut găsi, le-a confiscat proprietățile și i-a ținut captivi. Până la sfârșitul anului, orașul Rudnik a fost dat înapoi lui Dečanski, care a eliberat comercianții și le-a restituit proprietățile. Vladislav a fost învins în luptă la sfârșitul anului 1324 și a fugit în Regatul Ungariei. Tensiunile dintre Dubrovnik și Serbia au continuat: în august 1325, Vojvoda Vojin, care se afla în slujba regelui, a jefuit Dubrovnikul, ceea ce a dus la scurtă interdicție comercială. La 25 martie 1326, Dečanski a reafirmat privilegiile acordate anterior Republicii Ragusa de Milutin. Tensiunile au început din nou, atunci când Bosnia și Dubrovnik au luat măsuri împotriva familiei Branivojevići din Zahumlje (Hum).
Dečanski a menținut, în general, o alianță cu Andronic al II-lea Paleologul, în afară de mici dispute ocazionale. A evitat să ia o poziție în războiul civil bizantin dintre Andronic al II-lea și Andronic al III-lea. Cu toate acestea, pe măsură ce Andronic al III-lea a obținut controlul Imperiului Bizantin, el a dezvoltat o alianță cu țarul Mihail al III-lea Asan al Bulgariei. Mihail al III-lea Asan a divorțat de sora lui Dečanski, Anna, și s-a recăsătorit cu prințesa bizantină Teodora Palaiologhina. Aliații intenționau să-și unească forțele pentru o invazie majoră a Serbiei în 1330. În cel mai semnificativ eveniment al domniei lui Dečanski, el a învins și l-a ucis pe Mihail Asan al III-lea în bătălia de la Velbužd (din 28 iulie 1330). Prințul Ștefan Dușan a contribuit și el la această victorie.
Auzind veștile despre înfrângerea lui Michael, Andronic al III-lea s-a retras. Cuceririle ulterioare ale lui Dečanski au împins granița sârbă spre sud în Macedonia bizantină. Unii dintre curtenii săi au fost însă nemulțumiți de politicile sale și au conspirat pentru a-l detrona în favoarea fiului său Ștefan Dușan. În 1331 Dușan a venit de la Skadar la Nerodimlje pentru a-l răsturna pe Dečanski, care a fugit la Petrič. La 21 august 1331 Dušan a ocupat cetatea Petrič după un asediu. Acesta l-a întemnițat pe tatăl său în Cetatea Zvečan, unde a fost ucis prin sugrumare la 11 noiembrie 1331.

## Familie
Dečanski a fost prima dată căsătorit cu o soție al cărei nume nu se cunoaște. Nu au avut niciun copil.
Cu a doua soție a sa, Teodora a Bulgariei, regină a Serbiei, Ștefan Dečanski a avut următorii copii: 
- Ștefan Uroș al IV-lea Dușan,[18] care l-a răsturnat și i-a luat titlul regal și
- Dušica (sau Dušman), care a murit înainte de 1318.

Cu a treia soție, Maria Palaiologhina, fiica lui Ioan Palaiologos, Dečanski a avut următorii copii: 
- Simeon,[18] care a încercat ulterior să ia titlul imperial de la nepotul său și care a condus ca un conducător independent în Tesalia,
- Jelena, care s-a căsătorit cu Mladen al III-lea Šubić și
- Teodora Nemanjić, care s-a căsătorit cu magnatul Dejan. Cunoscută și ca Teodora-Evdokija, deoarece s-a călugărit ca maica Evdokija.

## Moștenire
Dečanski este privit ca un personaj nobil în poezia sârbă epică, iar Biserica Ortodoxă Sârbă l-a proslăvit; ziua sa de sărbătoare este 24 noiembrie. Rămășițele sale sunt venerate la biserica mănăstirii Visoki Dečani, pe care a construit-o, în Kosovo. 
Coroana regală a lui Dečanski a fost păstrată și se află acum la Mănăstirea Cetinje, din Muntenegru.